# مقاومة سيدي لزرق بلحاج 1864
مقاومة سيدي لزرق بلحاج هي مقاومة شعبية في الجزائر وفي الغرب الجزائري بالخصوص إندلعت في عام 1864 م ومست العديد من الولايات مثل غليزان تيارت تيسمسيلت ومستغانم ويرى العديد من المؤرخين أنها امتداد لثورة أولاد سيد الشيخ.
وكانت لمقاومة سيدي لزرق بلحاج زعيم قبيلة فليتة صدى وأثر على المستوى الشعبي مما أربك المستعمر الفرنسي ودخل من خلالها في حالة هيستيريا.[بحاجة لمصدر]

## أسباب المقاومة

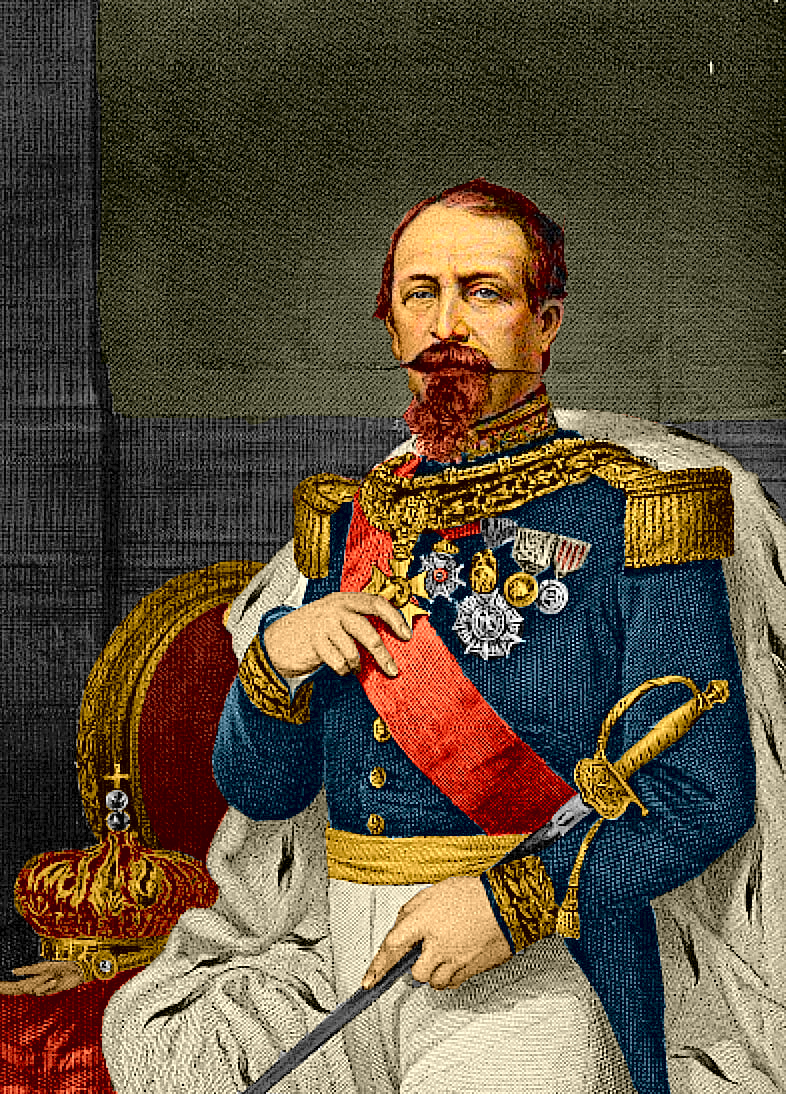
نابليون الثالث

كانت التراكمات السياسية للمستعمر الفرنسي منذ احتلاله الجزائر وكذلك قضائه على دولة الأمير عبد القادر ونشوء العديد من القرى والمدن ذات الطابع الغربي في العديد من ربوع الوطن ذريعة كافية لسيدي لزرق بلحاج أن يعلن الجهاد خاصة أن سنة 1863 كانت بصدد إعلان نابليون الثالث لمشروع المملكة العربية وكذلك مشروع السيناتوس الرامي لتفكيك الأراضي والملكية الجماعية لضرب القبيلة الجزائرية في الصميم إذ أدركت فرنسا أن القبيلة لها ارتباط وثيق بالأرض وهذا ما تفطن له سيدي لزرق بلحاج وحضر للمقاومة قبل سنوات.
أما العقيد لاباسي فتحجج بأن المقاومة كانت نتيجة سوء إدارة المكاتب العربية وسوء اختيار فرنسا للقياد الذين تقلدوا زعامة القبائل لكنهم ليسوا منهم وتحجج كذلك بالعصبية الدينية للطرق الصوفية.

## إندلاع المقاومة
كان لاندلاع ثورة الأبيض سيد الشيخ ومقتل العقيد بوبتر بعوينة بوبكر الصدى الواسع والبشارة السعيدة لسيدي لزرق بلحاج لإعلان الجهاد وحسب الضابط دارمنياك فإن المقاومة اندلعت في 11 مارس 1864م بواد السلام وشملت المناطق المجاورة لها وكان لتصريح العقيد لاباسي الصادر في 19 أبريل 1864م أنه تعرض لسقوط خطير نقل على اثر لمدينة مستغانم وكذلك تطرق لهجوم كاسح من الأهالي والذي نجى منه بأعجوبة.[بحاجة لمصدر]

## مراحل المقاومة
- معارك 12-13-14 ماي 1864م
- 14يونيو 1864 تحرير زمورة
- معارك 19مايو 1864م
- 21 يونيو 1864معارك الرحوية
- معارك عمي موسى.
- 31 يونيو 1864معركة غليزان
- 05 يونيو 1864 معركة دار سيدي بن عبد الله.

## إستشهاد القائد

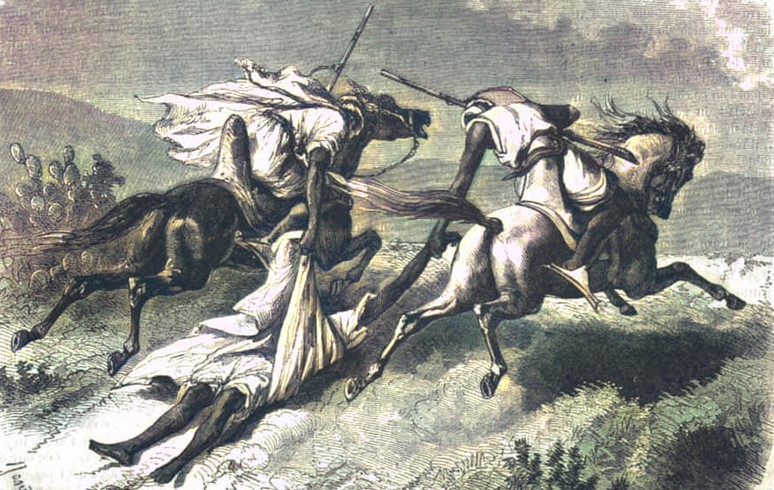
استشهاد الثائر لزرق بلحاج إثر إصابته بقذيفة مدفعية 05 جوان 1864 بدار ين عبد الله.

نظرا لشراسة المعارك التي قادها سيدي لزرق بلحاج وإستنجاد الفرنسيين بخدمات الجنرال روز وديلينيي والمجرم السادي العقيد لاباسي حال دون تحرير مدينة غليزان التي أصيحت خاوية على عروشها إذ فر سكانها من المعمرين لمستغانم بعد أن ملكهم الخوف والرعب من سطوة وبطش المحاربين الأشداء لكن تدخل الجنرال روز بمدفعيته الثقيلة أبعدته عن غليزان وجرت معارك جنوب المدينة وأهما معركة دار سيدي بن عبد الله أين تمت إصابة المقاوم بقذيفة مدفعية أثناء الاشتباكات مع الإحتلال أردته ميتا وحمله رفقائه ودفنوه بعيدا في مكان مجهول لكي لا ينكل من قبل المحتل.

## خلافة سي عبد العزيز
تقلد الشريف سي عبد العزيز قيادة المقاومة بعد إستشهاد رفيقه في جو غلبه الحزن والأسى لإستشهاد زعيمهم الذي هاجم بكل شجاعة وحزم وحمل سي عبد العزيز لواء الجهاد وحارب الفرنسيين في العديد من الجبهات خاصة في واد خلوق لكن وقوعه في الأسر يوم 11 جويلية 1864 وأسر العديد من النساء والأطفال رهن حظوظ إستمرار المقاومة وكان مصيره النفي لجزيرة كورسيكا لمدة 20 سنة.

## نتائج المقاومة
بعد نهاية المقاومة أرسلت الثائرين للنفي في كورسيكا وكاليدونيا الجديدة عقابا لهم ولردع القبائل الأخرى عن أي محاولة للتفكير في التمرد عن الدولة الفرنسية أو الخروج عن طاعتها لكن المقاومة أبرزت عن ترابط مصير الجزائريين بعضهم البعض خاصة وأن مقاومة سيدي لزرق بلحاج تعد إمتداد لثورة الأبيض سيدي الشيخ إضافة لإبلاغ الفرنسيين أن الأهالي غير راضين بتواجد الفرنسيين ببلادهم وهناك حديث ان الحاكم العام للجزائر بليسييه مات هما وغما لإنلاع ثورة سيدي لزرق بلحاج.
وكانت من نتائج المقاومة زرع الوعي في وسط الأهالي وتذكيرهم بوجوب الجهاد.

## المقاومة في التراث المحلي
كان للثورة صدى في الأواسط الشعبية وترجمت لأشعار تخليدا للمقاومة وبطولة سيدي لزرق بلحاج ومن أهم ما نظم من شعر: